# Виткус, Казимирас
Казимирас Виткус (лит. Kazimieras Vitkus; 4 марта 1921 — 5 января 1995) — литовский советский актёр. Заслуженный артист Литовской ССР (1965).

## Биография
Родился в 1921 году в Дембне Сурвилишкской волости Кедайняйского района Литвы.
Получил профессию столяра, одновременно с работой в 1939—1940 годах посещал актёрскую студию в Каунасе (руководитель Юозас Мильтинис).
В 1940—1995 годах — актёр Паневежского драматического театра, на сцене которого сыграл более 120 ролей.
С 1959 года снимался в кино, приняв участие в более чем 20 фильмах киностудий Литвы, Белоруссии, России.
В 1965 году присвоено звание Заслуженный артист Литовской ССР.
Умер в 1995 году в Паневежисе.

## Фильмография
- 1959 — Живые герои / „Gyvieji didvyriai“ — кулак
- 1959 — Адам хочет быть человеком / „Adomas nori būti žmogumi“ — работник агентуры
- 1965 — Никто не хотел умирать / „Niekas nenorėjo mirti“ — Локис-старший, отец четырёх братьев — главная роль
- 1966 — Лестница в небо / „Laiptai į dangų“ — офицер «лесных братьев»
- 1966 — Ночи без ночлега / „Naktys be nakvynės“ — Адомас
- 1969 — Сыновья уходят в бой — Казимир Павлович, командир партизанского отряда
- 1970 — Угол падения — Ян Карлович, чекист
- 1971 — Камень на камень / „Akmuo ant akmens“ — Буткус
- 1971 — Остров сокровищ — Билли Бонс
- 1971 — Раны земли нашей / „Žaizdos žemės mūsų“ — эпизод
- 1972 — День моих сыновей — Александр Руднев, отец семейства — главная роль
- 1972 — Подводя черту / „Ties riba“ — Вилис Камайтис
- 1973 — Горя бояться — счастья не видать — старый Пантелей, хозяин трактира
- 1974 — Садуто туто / „Sadūto tūto“ — начальник треста
- 1975 — День возмездия / „Atpildo diena“ — разбойник из шайки Миколаса
- 1976 — Венок из дубовых листьев / „Virto ąžuolai“ — отец
- 1977 — Семейные обстоятельства — Доронин, лётчик, Герой Советского Союза
- 1981 — Игра без козырей / „Lošimas be kozirių“ — народный судья
- 1981 — Контрольная по специальности — Степан Саранцев
- 1983 — Полёт через Атлантический океан / „Skrydis per Atlantą“ — врач